# Edith Abbottová
Edith Abbottová (26. září 1876 – 28. července 1957) byla americká ekonomka, statistička, sociální pracovnice, pedagožka a spisovatelka. Abbottová se narodila na Grand Islandu v Nebrasce. Abbottová byla průkopnicí v profesi sociální pracovnice se zaměřením na ekonomické vzdělání. Byla vedoucí aktivistkou v oblasti sociálních reforem s ideály, že humanitářství bylo třeba začlenit do vzdělávaní. Abbottová měla také na starosti vedení výzkumu v oblasti sociální práce na akademické úrovni. Ačkoli se na Chicagské univerzitě setkala s odporem týkající se sociálních reforem, byla nakonec úspěšně zvolena děkankou školy v roce 1924, což z ní učinilo první děkanku ve Spojených státech. Abbottová byla především pedagožkou a svoji práci vnímala jako kombinaci právních studií a humanitární práce, což ukazuje ve svých právních předpisech sociálního zabezpečení. Její mladší sestra se jmenovala Grace Abbottová.
Sociální práce se nikdy nestane profesí – s výjimkou odborných škol.
Pamětní knihovna Edith Abbottové se nachází na Grand Islandu v Nebrasce a je pojmenována po ní.

## Raný život
Edith se narodila 25. září v roce 1876 na Grand Islandu v Nebrasce. Její otec, Othman Abbott, byl právník a první Guvernér nadporučníka v Nebrasce (1877-1879). Její matka, Elizabeth Griffin, byla abolicionostika a zastávala se volební práva žen. Oba rodiče učili Edith a její sestru Grace rovnosti, důležitosti volebního práva žen a nutnosti sociálních reforem a nasměrovali jejich cestu týkající se budoucího zaměstnání. Grace Abbottová dosáhla mnoha úspěchů, když pracovala jako sociální pracovnice, reformátorka legislativy dětské práce a šéfka United States Children's Bureau (Dětský úřadu Spojených států) (1921–1934). Během své kariéry také pracovala s Edith na mnoha různých profesionálních projektech.

## Vzdělání
V roce 1893 Abbottová absolvoval Brownell Hall, dívčí internátní střední školu v Omahu. Její rodina si však nemohla dovolit poslat ji na vysokou školu kvůli suchu, které zasáhlo Nebrasku a které nakonec vedlo k ekonomické depresi. Místo studia na vysoké škole začala Abbottová učit na střední škole na Grand Island v Nebrasce. Abbottová, odhodlaná získat vysokoškolské vzdělání, absolvovala korespondenční a noční kurzy, dokud si nemohla dovolit plný zápis do vysokoškolského studia. Abbottová se zapsala na University of Nebraska a získala titul v roce 1901. Pokračovala ve výuce na střední škole ještě další dva roky až nakonec získala stipendium na Chicagské univerzitě. Během studia na univerzitě v Chicagu se setkala s profesorkou Sophonisbou Breckinridge. Získala doktorát z politické ekonomie v roce 1905. Později Abbottová a Breckinridgová publikovali několik studií na Chicagské škole občanské výchovy a filantropie. V roce 1905 Abbottová promovala a získala titul Ph.D. v ekonomii.
V roce 1906 získala Abbottová další stipendium a pokračovala ve studiu na University College London a London School of Economics. Učila se od sociálních reformátorů Sidneyho Webba a Beatrice Webbové, kteří prosazovali nové přístupy k řešení chudoby. Webbové ovlivnili směr kariéry Abbottové. Webbové byli pro zrušení britských „chudých zákonů“ - které považovali za ponižující vůči lidem v chudobě - a podporovali vytváření programů na odstranění chudoby. Během studií v Londýně Abbottová část času žila v sídle sociálních reformátorů v chudobné oblasti East Endu, kde získala zkušenosti v sociální práci.

## Raná kariéra
Abbottová se do Spojených států vrátila v roce 1907 poté, co studovala v Londýně, a přijala práci vyučovat ekonomii na Wellesley College. Ačkoli její práce ve Wellesley byla v té době vysoce ceněna (žena s doktorátem), chtěla se vrátit do Chicaga. Dostala šanci v roce 1908, kdy jí Sophonisba Breckinridge, tehdejší ředitelka sociálního výzkumu na nezávislé Chicago School of Civics and Philanthropy (Chicagská škola občanské výchovy a filantropie), nabídla zaměstnání vyučovat statistiku na Department of Social Investigation(Ministerstv) sociálního výzkumu).
Abbottová se přestěhovala do Jane Addams's Hull House se svou sestrou Grace, když se vracela zpět do Chicaga. V té době byl Hull House proslulý jako Mekka pro vzdělané ženy díky své živé komunitě rezidentních revolučních myslitelů. Grace a Edith Abbottová se staly skvělými přírůstky do reformně smýšlející komunity, protože významně přispěly k prosazování sociálních reforem a stipendiu statistického výzkumu.
Dlouhodobé profesionální partnerství mezi Edith a Breckinridgovou poprvé začalo během jejich společných let na Chicago School of Civics and Philanthropy (Chicagská škola občanské výchovy a filantropie). Sdíleli společný zájem na podrobném statistickém zkoumání současných sociálních problémů, o nichž se domnívali, že by je mohli použít k podnícení reformy. Na základě svých zkušeností se statistickým výzkumem byla po vlně zločinu v Chicagu v roce 1914 Abbottová pověřena vyšetřováním statistik o trestné činnosti a zločincích ve městě. To vedlo k průkopnické zprávě s názvem "Statistics Relating to Crime in Chicago" (tj. „Statistiky týkající se kriminality v Chicagu“), publikované v roce 1915.
Během prvních 12 let jejich spolupráce na Department of Social Investigation (Ministerstv) sociálního výzkumu) společně vytvořili studii „The Housing Problem in Chicago“, který se skládal z deseti článků v časopise American Journal of Sociology (Americký deník sociologie) (1910–15) uvádějící výsledky jejich hlavního průzkumu nájemních podmínek v Chicagu. (Následná studie, The Tenements of Chicago, 1908–1935, byla publikována v roce 1936). The Delinquent Child and the Home (1912) (tj "Delikventní dítě a domov), studie o soudu pro mladistvé v Chicagu; and Truancy and Non-Attendance in the Chicago Schools (tj. "Záškoláctví a nepřítomnost na školách v Chicagu") (1917), vyšetřování, které je vedlo k podpoře povinné školní docházky a legislativy dětské práce. V roce 1927 Abbottová a Breckinridgová ve snaze věnovat se „vědeckým a profesionálním zájmům sociální práce“ společně založili významný akademický časopis Social Service Review (Posudek sociálních slžeb), vydávaný University of Chicago Press (tisk Chicagské univerzity).
Společným úsilím Abbottová a Breckinridgová v roce 1920 dosáhli toho, že správní rada Chicagské univerzity hlasovala pro přejmenování fakulty Chicagské univerzity na Graduate School of Social Service Administration (Postgraduální fakulta správy sociálních služeb). Jednalo se o první postgraduální fakultu sociální práce v zemi přidruženou k významné výzkumné univerzitě. Abbottová byla najata jako docent sociální ekonomie a byla jmenována děkankou v roce 1924. Stala se první ženou z USA, která se stala děkankou americké postgraduální školy. Abbottová spolu s Breckinridgovou transformovali oblast sociální práce tím, že zdůraznili význam formálního vzdělávání v sociální práci a potřebu zahrnout terénní zkušenosti jako součást školení. Navrhli osnovy, které silně zdůrazňovaly sociální statistiku jako historické, právní, ekonomické a politické příčiny sociálních problémů a úsilí v oblasti veřejného blaha. Kromě toho bojovali za profesionální status sociální práce. V roce 1931 Abbottová shromáždila mnoho svých příspěvků, adres a projevů o vzdělávání v sociálních službách a vytvořila jediný svazek s názvem Social Welfare and Professional Education (tj. "Sociální péče a odborné vzdělávání") (1931, revidovaný a rozšířený v roce 1942).
Abbottová zaměřila svou pozornost na své studenty, vykreslila základní principy, které studentům předala. Tvrdí, že tyto principy musí vycházet z „kritického zkoumání metod použitých k dosažení určitých výsledků a stejného hledání příčin zjevného neúspěchu a zdánlivého úspěchu.“ Abbottová vytvořila učební plán pro studenty, kteří jevili zájem o kariéru v sociální práci.

## Pozdní kariéra
Abbottová byla prominentní imigrační expertka, která pracovala na reformách, které by ukončily vykořisťování přistěhovalců. Byla jmenována předsedkyní Národní komise ve Wickershamu pro dodržování a vymáhání práva se specializací na kriminalitu a lidí narozené v zahraničí (1929–1931).
Prostřednictvím své advokacie Abbottová psala do vědeckých článků, recenzí knih a vládních zpráv, ve kterých diskutovala o otázkách, jako jsou práva žen a dětí, kriminalita, přistěhovalectví a veřejná pomoc. Zdůraznila také důležitost veřejné správy, potřebu humánnějšího systému sociální péče a odpovědnost státu při řešení sociálních problémů.
Mnoho příspěvků během své kariéry věnovala řešení sociální reforem a přijetí humánnějších norem pro sociální zacházení. V roce 1926 Abbottová pomohla založit Cook County Bureau of Public Welfare (Kancelář veřejného blaha v Cook Country). Abbottová a Breckinridgová založili Social Service Review (Posudek sociálních služeb) v roce 1927, který, přestože je spravován Chicagskou univerzitaou, „se zavázal zkoumat politiku a praxi sociální péče a hodnotit její dopady.“ Během Velké hospodářské krize pracovala Edith Abbottová po boku své sestry, bojovali proti široké škále sociálních neduhů, od týrání přistěhovalců po zneužívání dětské práce. V roce 1935 pomohla Abbottová při přípravě zákona o sociálním zabezpečení.
Edith Abbottová měla také významnou roli ve veřejné sféře. Abbottová byla známá jako důvěrnice a zvláštní konzultantka Harryho Hopkinse, poradce prezidenta Franklina D. Roosevelta. V roce 1950 bylo známo, že Abbottová byla jmenována do jediného případu u kalifornského nejvyššího soudu, čímž se stala první ženou, která zasedala u nejvyššího soudu státu.
Smrt Edithiny sestry Grace v roce 1939 způsobila, že se Edith stala hašteřivou a osamělou, a pomalu se začala stahovat z veřejného života. V roce 1941 vydala závěrečnou knihu Public Assistance (tj. "Veřejná pomoc") a v roce 1942 oficiálně odešla do důchodu jako děkanka školy Správy sociálních služeb. Edith Abbottová strávila zbývající roky se svou rodinou v jejich domě na Grand Island v Nebrasce, kde zemřela na zápal plic v roce 1957. Převážnou část svého majetku odkázala veřejné knihovně na Grand Islandu. V době smrti Edith Abbottové v roce 1957 Wayne McMillen ze Social Service Review (Posudek sociálních služeb) napsal: „Historie bude zahrnovat její jméno mezi hrstkou vůdců, kteří trvale přispívají do oblasti vzdělávání. Sociální práce nyní zaujala své místo jako zavedená profese. Ona, více než kterákoli jiná osoba, dala směr vzdělání požadovanému pro tuto profesi. Potomci nezapomenou na takové úspěchy. “

## Dílo

### Women in Industry1910 (tj. „Žena v průmyslu“)
Inspirována otázkou „historie odškodnění“ žen v práci, Abbottová pracovala ve spolupráci s Breckinridgovou, která se při psaní "Ženy v průmyslu" hodně podílela na zákonnosti a ekonomickém postavení žen. Kniha byla milníkem ve spisech feministické ekonomie. Ženy a průmysl se nakonec na mzdu a historii práce dívaly z ekonomického hlediska, přičemž sociální příčiny zůstávaly středem jejího výzkumu.

### The Delinquent Child and the Home1912 (tj. „Delikventní dítě a domov“)
A Study of the Delinquent Wards Of the Juvenile Court of Chicago (studie delikventních oddělení soudu pro mladistvé v Chicagu) publikovala v roce 1912. Jde o další společnou studii, kterou provedla Abbottová a její kolegyně Breckinridgová. Studie se zabývá soudem ve vztahu k rodinám a domovům, ze kterých delikventi pocházejí. Je považována za důležitou práci v oblasti kriminality mladistvých a silně brání soud pro mladistvé.

### The Real Jail Problem1915 (tj. „Skutečný problém ve vězení“)
Kniha Edith Abbottové, Skutečný problém ve vězení, pojednává o problémech s vězením v okrese Cook County a o špatných podmínkách uvězněných osob. Abbottová ve své knize pojednává o problémech uvěznění a o tom, jak uvěznění vede k utrpení a ponížení pro ty, kteří byli uvězněni. Poukázala na různé problémy, třeba na ty, kteří byli uvězněni, bez možnosti učinit kauci, ty, kteří jsou uznáni vinnými, a ty, kterým hrozí dlouhodobé vězení. Tato práce pomohla analyzovat konkrétní prvky systému trestního soudnictví a definovala sociální problémy spojené s uvězněním.

### Truancy and non-attendance in the Chicago Schools1917 (tj. „Záškoláctví a nepřítomnost na školách v Chicagu“)
Studie sociálních aspektů povinného vzdělávání a legislativy dětské práce v Illinois byla publikována v roce 1917 v University of Chicago Press (tisk Chicagské university). Abbottová a její kolegyně Breckinridgová je spoluautorem studie výzkumu na Chicagské škole občanské výchovy a filantropie. Abbottová a Breckinridgová zkoumali nepřítomnost během povinné školní docházky a nedostatečné vymáhání zákonů o dětské práci. Studie byla také pokračováním práce, kterou Abbottová a Breckinridgová provedli v dřívější studii zkoumající oddělení soudu pro mladistvé v okrese Cook County.